# Allentsteig
Allentsteig je malé město v okrese Zwettl v Dolních Rakousích. Žije zde přibližně 1 800 obyvatel. Bezprostředně jižně od města se prostírá velké vojenské cvičiště téhož názvu.

## Geografie
Allentsteig se nachází uprostřed oblasti Waldviertel („Lesní čtvrť“) v nadmořské výšce okolo 530 m, na potoce Thauabach. Je vzdálen asi 15 km severovýchodně od Zwettlu a asi 27 km od hranic s Českem. Plocha území města včetně připojených vesnic je 71,41 kilometrů čtverečních a 35 % plochy je zalesněno.
Město leží na křižovatce několika zemských silnic (L56, L65, L75), nedaleko státní silnice B2. V místní části Thaua se nachází železniční stanice Allentsteig na trati Vídeň–Gmünd (někdejší Dráha císaře Františka Josefa).

## Členění města
K městu náleží kromě vlastního Allentsteigu ještě dalších 14 katastrálních území:

#### obydlené vesnice
- Bernschlag (dříve samostatná obec s osadou Zwinzen)
- Reinsbach
- Thaua (dříve samostatná obec s osadami Reinsbach a Wurmbach)
- Zwinzen

#### vysídlené vesnice
- Dietreichs
- Edelbach
- Großpoppen
- Kleinhaselbach
- Kleinkainraths
- Mannshalm
- Rausmanns
- Schlagles
- Steinbach
- Wurmbach

## Historie
Název místa má základ v ilyrském dujay („hlučný“), který se časem měnil přes Tygia, Tigin a Thige ke Stige. V roce 1212 se místo nazývalo Adeloldstige. Kolem roku 1700 se pojmenování ustálilo na Allentsteig.
První nálezy dokladů osídlení jsou z raného středověku, kdy Karel Veliký usídlil do území obyvatele z Francké říše. Území patřilo původně Babenberkům, později Kuenringům. Původní hrad byl roku 1430 přestavěn na zámek. V polovině 19. století se Allentsteig stal na čas sídlem okresu.
Po připojení Rakouska k nacistickému Německu roku 1938 dal Adolf Hitler jižně od města zřídit rozsáhlé vojenské cvičiště, pročež byla v tomto prostoru vysídlena řada obcí. Týkalo se to i vesnic Döllersheim a Strones (dnes územně součásti obce Pölla), odkud pocházeli Hitlerovi předkové. Vojenský prostor se původně jmenoval po Döllersheimu, jehož součástí byla osada Strones, kde se narodil Alois Hitler.
V roce 1981 byl na okraji cvičiště založen velký vojenský hřbitov, na kterém bylo pohřbeno 3900 padlých vojáků německého Wehrmachtu, přemístěných z nesčetných obecních hřbitovů Dolního Rakouska, kteří zemřeli v bojích v roce 1945.

### Vývoj počtu obyvatel
Maxima dosáhl počet obyvatel města počátkem 20. století (přes 4 tisíce), od té doby převážně klesá. První propad přinesla první světová válka, pak koncem 30. let vysídlení části obyvatel a následně druhá světová válka. Po krátkém období mírného nárůstu v 60. a 70. letech počet obyvatel klesá setrvale.
| rok            | 1869  | 1880  | 1890  | 1900  | 1910  | 1923  | 1934  | 1939  | 1951  | 1961  | 1971  | 1981  | 1991  | 2001  | 2011  | 2018  |
| -------------- | ----- | ----- | ----- | ----- | ----- | ----- | ----- | ----- | ----- | ----- | ----- | ----- | ----- | ----- | ----- | ----- |
| počet obyvatel | 3 549 | 3 618 | 3 704 | 4 034 | 4 301 | 3 907 | 3 967 | 3 604 | 3 101 | 2 765 | 2 790 | 2 842 | 2 447 | 2 163 | 2 043 | 1 835 |

## Hospodářství
Nejdůležitějším zaměstnavatelem je (přímo nebo nepřímo) spolková vojenská správa.

## Osobnosti
- Franz Liftl (1864–1932) – hudebník a skladatel
- Ernst Krenn, Dr.phil. (1897–1954) – rakouský skandinavista